# Halysidota triphylia
Halysidota triphylia là một loài bướm đêm thuộc phân họ Arctiinae, họ Erebidae.